# Vita Lukan
Vita Lukan, slovenska športna plezalka, * 11. oktober 2000, Jesenice.
Največji uspeh v karieri je dosegla z osvojitvijo naslova evropske podprvakinje v balvanih leta 2019 v Zakopanih. Leta 2023 je na tekmi v Briançonu v težavnosti osvojila svojo prvo zmago v svetovnem pokalu. Sezono 2023 je končala na tretjem mestu v seštevku težavnosti, leta 2021 je bila v tem seštevku četrta. Leta 2023 je prejela Bloudkovo plaketo za »pomemben tekmovalni dosežek v športu«